# Mistrzostwa Świata w Unihokeju Mężczyzn 2012
Mistrzostwa Świata w Unihokeju Mężczyzn 2012 – organizowane przez Międzynarodową Federację Unihokeja (IFF) po raz dziewiąty w historii. Mistrzostwa odbyły się w Szwajcarii. Państwo to organizowało ten turniej po raz drugi w historii. Turniej odbył się w Bernie oraz Zurychu. Złoty medal zdobyła reprezentacja Szwecji, srebrny Finlandia a brązowy Szwajcaria.

## Kwalifikacje
Kwalifikacje do mistrzostw odbyły się w trzech strefach kontynentalnych: europejskiej, azjatyckiej oraz amerykańskiej. Uczestniczyło w nich łącznie 23 drużyny. W strefie europejskiej zespoły podzielono na trzy grupy. Dwie z nich składały się z sześciu zespołów, zaś jedna z pięciu. W strefie azjatyckiej odbył się turniej kwalifikacyjny z udziałem czterech zespołów, zaś w Ameryce uczestniczyły dwa zespoły, które uczestniczyły w dwumeczu. Łącznie z kwalifikacji do turnieju awansowało jedenaście drużyn: dwie z Ameryki, dwie z Azji i Oceanii oraz siedem z Europy. Dodatkowo udział w mistrzostwach miało zapewnionych pięć najlepszych drużyn poprzedniego turnieju w tym gospodarz – Szwajcaria.

## Uczestnicy
| Rodzaj kwalifikacji                          | Termin                      | Miejsce     | Miejsca | Zakwalifikowani                      |
| -------------------------------------------- | --------------------------- | ----------- | ------- | ------------------------------------ |
| Gospodarz                                    | –                           | –           | 1       | Szwajcaria                           |
| Mistrzostwa Świata w Unihokeju Mężczyzn 2010 | 4–11 grudnia 2010           | Helsinki    | 4       | Czechy · Finlandia · Łotwa · Szwecja |
| 1. europejski turniej kwalifikacyjny         | 1–5 lutego 2012             | Münster     | 2       | Norwegia · Niemcy                    |
| 2. europejski turniej kwalifikacyjny         | 31 stycznia – 4 lutego 2012 | Podcetrtek  | 2       | Estonia · Słowacja                   |
| 3. europejski turniej kwalifikacyjny         | 1–5 lutego 2012             | Zbąszyń     | 3       | Rosja · Polska · Węgry               |
| Turniej kwalifikacyjny strefy Azja-Oceania   | 8–11 lutego 2012            | Hannō       | 2       | Japonia · Singapur                   |
| Dwumecz strefy Ameryka                       | 2–3 lutego 2012             | Los Angeles | 2       | Kanada · Stany Zjednoczone           |

## Losowanie grup
Losowanie grup turnieju finałowego odbyło się w marcu. W nawiasie przedstawione jest rozstawienie drużyny w turnieju według rankingu światowego
| Grupa A                                                          | Grupa B                                                  | Grupa C                                                            | Grupa D                                                   |
| ---------------------------------------------------------------- | -------------------------------------------------------- | ------------------------------------------------------------------ | --------------------------------------------------------- |
| Szwajcaria (4.) · Estonia (7.) · Singapur (14.) · Słowacja (20.) | Szwecja (2.) · Norwegia (6.) · Polska (9.) · Węgry (18.) | Czechy (3.) · Łotwa (5.) · Japonia (13.) · Stany Zjednoczone (15.) | Finlandia (1.) · Rosja (8.) · Niemcy (10.) · Kanada (16.) |

## Faza Grupowa
Faza Grupowa była rozgrywana na dwóch stadionach.Grupa A i B w Bernie, zaś C i D w Zurychu.

### Grupa A
| Lp. | Zespół     | M | Pkt | W | R | P | G + | G – | +/− |
| --- | ---------- | - | --- | - | - | - | --- | --- | --- |
| 1   | Szwajcaria | 3 | 6   | 3 | 0 | 0 | 57  | 7   | +50 |
| 2   | Słowacja   | 3 | 3   | 1 | 1 | 1 | 21  | 14  | +7  |
| 3   | Estonia    | 3 | 3   | 1 | 1 | 1 | 20  | 20  | 0   |
| 4   | Singapur   | 3 | 0   | 0 | 0 | 3 | 4   | 61  | -57 |

| 2 grudnia | Słowacja   | 4:8  | Szwajcaria |
| 3 grudnia | Estonia    | 13:2 | Singapur   |
| 4 grudnia | Słowacja   | 4:4  | Estonia    |
| 4 grudnia | Szwajcaria | 35:0 | Singapur   |
| 5 grudnia | Singapur   | 2:13 | Słowacja   |
| 5 grudnia | Szwajcaria | 14:3 | Estonia    |

### Grupa B
| Lp. | Zespół   | M | Pkt | W | R | P | G + | G – | +/− |
| --- | -------- | - | --- | - | - | - | --- | --- | --- |
| 1   | Szwecja  | 3 | 6   | 3 | 0 | 0 | 54  | 6   | +48 |
| 2   | Norwegia | 3 | 4   | 2 | 0 | 1 | 25  | 12  | +13 |
| 3   | Polska   | 3 | 2   | 1 | 0 | 2 | 10  | 32  | -22 |
| 4   | Węgry    | 3 | 0   | 0 | 0 | 3 | 7   | 46  | -39 |

| 2 grudnia | Norwegia | 8:3  | Węgry    |
| 2 grudnia | Polska   | 3:14 | Szwecja  |
| 3 grudnia | Węgry    | 2:33 | Szwecja  |
| 3 grudnia | Norwegia | 16:2 | Polska   |
| 4 grudnia | Węgry    | 2:5  | Polska   |
| 5 grudnia | Szwecja  | 7:1  | Norwegia |

### Grupa C
| Lp. | Zespół            | M | Pkt | W | R | P | G + | G – | +/− |
| --- | ----------------- | - | --- | - | - | - | --- | --- | --- |
| 1   | Łotwa             | 3 | 6   | 3 | 0 | 0 | 24  | 8   | +16 |
| 2   | Czechy            | 3 | 4   | 2 | 0 | 1 | 38  | 10  | +28 |
| 3   | Stany Zjednoczone | 3 | 2   | 1 | 0 | 2 | 16  | 23  | -7  |
| 4   | Japonia           | 3 | 0   | 0 | 0 | 3 | 4   | 41  | -37 |

| 2 grudnia | Japonia           | 1:21 | Czechy            |
| 2 grudnia | Łotwa             | 8:3  | Stany Zjednoczone |
| 3 grudnia | Japonia           | 1:11 | Łotwa             |
| 3 grudnia | Czechy            | 13:4 | Stany Zjednoczone |
| 4 grudnia | Czechy            | 4:5  | Łotwa             |
| 5 grudnia | Stany Zjednoczone | 9:2  | Japonia           |

### Grupa D
| Lp. | Zespół    | M | Pkt | W | R | P | G + | G – | +/− |
| --- | --------- | - | --- | - | - | - | --- | --- | --- |
| 1   | Finlandia | 3 | 6   | 3 | 0 | 0 | 55  | 5   | +50 |
| 2   | Niemcy    | 3 | 4   | 2 | 0 | 1 | 15  | 15  | 0   |
| 3   | Rosja     | 3 | 2   | 1 | 0 | 2 | 17  | 26  | -9  |
| 4   | Kanada    | 3 | 0   | 0 | 0 | 3 | 11  | 52  | -41 |

| 2 grudnia | Niemcy    | 1:10 | Finlandia |
| 3 grudnia | Kanada    | 6:13 | Rosja     |
| 4 grudnia | Niemcy    | 10:2 | Kanada    |
| 4 grudnia | Finlandia | 16:1 | Rosja     |
| 5 grudnia | Finlandia | 29:3 | Kanada    |
| 5 grudnia | Rosja     | 3:4  | Niemcy    |

## Faza pucharowa
|  |                         |              |                         |                         |       |            |                         |                         |                         |                         |                   |       |       |
|  | Ćwierćfinały            | Ćwierćfinały | Ćwierćfinały            |                         |       | Półfinały  | Półfinały               | Półfinały               |                         |                         | Finał             | Finał | Finał |
|  | Ćwierćfinały            | Ćwierćfinały | Ćwierćfinały            |                         |       | Półfinały  | Półfinały               | Półfinały               |                         |                         | Finał             | Finał | Finał |
|  | 6 grudnia 2012 – Berno  |              |                         |                         |       |            |                         |                         |                         |                         |                   |       |       |
|  |                         |              |                         |                         |       |            |                         |                         |                         |                         |                   |       |       |
|  | Szwajcaria              | Szwajcaria   | 11                      |                         |       |            |                         |                         |                         |                         |                   |       |       |
|  | Szwajcaria              | Szwajcaria   | 11                      | 8 grudnia 2012 – Zurych |       |            |                         |                         |                         |                         |                   |       |       |
|  | Norwegia                | Norwegia     | 5                       |                         |       |            |                         |                         |                         |                         |                   |       |       |
|  | Norwegia                | Norwegia     | 5                       |                         |       | Szwajcaria | Szwajcaria              | 3                       |                         |                         |                   |       |       |
|  | 6 grudnia 2012 – Zurych |              |                         |                         |       | Szwajcaria | Szwajcaria              | 3                       |                         |                         |                   |       |       |
|  |                         |              | Finlandia               | Finlandia               | 4 pd. |            |                         |                         |                         |                         |                   |       |       |
|  | Finlandia               | Finlandia    | Finlandia               | Finlandia               | 4 pd. | 4          |                         |                         |                         |                         |                   |       |       |
|  | Finlandia               | Finlandia    |                         |                         |       | 4          | 9 grudnia 2012 – Zurych |                         |                         |                         |                   |       |       |
|  | Czechy                  | Czechy       | 1                       |                         |       |            |                         |                         |                         |                         |                   |       |       |
|  | Czechy                  | Czechy       | 1                       |                         |       | Finlandia  | Finlandia               | 5                       |                         |                         |                   |       |       |
|  | 6 grudnia 2012 – Berno  |              |                         |                         |       | Finlandia  | Finlandia               | 5                       |                         |                         |                   |       |       |
|  |                         |              | Szwecja                 | Szwecja                 | 11    |            |                         |                         |                         |                         |                   |       |       |
|  | Łotwa                   | Łotwa        | Szwecja                 | Szwecja                 | 11    | 2          |                         |                         |                         |                         |                   |       |       |
|  | Łotwa                   | Łotwa        | 8 grudnia 2012 – Zurych |                         |       | 2          |                         |                         |                         |                         |                   |       |       |
|  | Niemcy                  | Niemcy       | 4                       |                         |       |            |                         |                         |                         |                         |                   |       |       |
|  | Niemcy                  | Niemcy       | 4                       |                         |       | Niemcy     | Niemcy                  | 0                       | Mecz o 3. miejsce       | Mecz o 3. miejsce       | Mecz o 3. miejsce |       |       |
|  | 6 grudnia 2012 – Zurych |              |                         |                         |       | Niemcy     | Niemcy                  | 0                       | Mecz o 3. miejsce       | Mecz o 3. miejsce       | Mecz o 3. miejsce |       |       |
|  |                         |              | Szwecja                 | Szwecja                 | 13    |            |                         | 9 grudnia 2012 – Zurych | 9 grudnia 2012 – Zurych | 9 grudnia 2012 – Zurych |                   |       |       |
|  | Szwecja                 | Szwecja      | Szwecja                 | Szwecja                 | 13    | 18         |                         | 9 grudnia 2012 – Zurych | 9 grudnia 2012 – Zurych | 9 grudnia 2012 – Zurych |                   |       |       |
|  | Szwecja                 | Szwecja      |                         |                         |       |            |                         | Niemcy                  | Niemcy                  | 0                       |                   |       |       |
|  | Słowacja                | Słowacja     | 1                       |                         |       |            |                         |                         | Niemcy                  | 0                       |                   |       |       |
|  | Słowacja                | Słowacja     | 1                       |                         |       |            |                         | Szwajcaria              | Szwajcaria              | 8                       |                   |       |       |
|  |                         |              |                         |                         |       |            |                         |                         | Szwajcaria              | 8                       |                   |       |       |

### Finał
| 9 grudnia 2012 | Finlandia | 5:11 | Szwecja | Hallenstadion, Zurych |

| Szczegóły      | Szczegóły | Szczegóły       | Szczegóły | Szczegóły                                                                |
| -------------- | --- | --------------- | --- | ------------------------------------------------------------------------ |
| Godzina: 15:30 | Jani Kukkola (EQ) 38:11 Tero Tiitu (EQ) 40:53 Lauri Kapanen (EQ) 41:08 Mikko Kohonen (EQ) 53:16 Jani Kukkola (EQ) 59:06 | (0:3, 1:6, 4:2) | 00:58 (EQ) Kim Nilsson 16:33 (EQ) Patrik Malmström 18:31 (EQ) Patrik Malmström 22:09 (EQ) Robin Nilsberth 25:06 (EQ) Mattias Samuelsson 25:55 (EQ) Linus Nordgren 28:33 (EQ) Mattias Samuelsson 30:26 (EQ) Rasmus Sundstedt 31:31 (EQ) Kim Nilsson 42:30 (EQ) Rasmus Enström 52:48 (EN) Henrik Stenberg 56:07 (PS) Kim Nilsson | Widzów: 10518 Sędzia główny: Petr Cerný Sędziowie liniowi: Jirí Janousek |
| Godzina: 15:30 | 2 min. |                 | 8 min. | Widzów: 10518 Sędzia główny: Petr Cerný Sędziowie liniowi: Jirí Janousek |